# Patrice Leconte
Patrice Leconte (París, 12 de noviembre de 1947) es un director de cine, guionista y actor francés.

## Biografía
Nació en París pero se crio en Tours, donde desde los catorce años realizaba pequeños filmes como aficionado. Volvió a París en 1967 para estudiar cine en el IDHEC (Institut des Hautes Études Cinématographiques) sin que terminará la carrera. A finales de los años 60, escribió algunas críticas en la revista de cine Cahiers du cinéma y de 1970 a 1974 trabajó como dibujante en la revista Pilote, mientras realizaba algunos cortometrajes y numerosos anuncios publicitarios para TV.
Dirigió su primer largometraje en 1975, Les vécés étaient fermés de l'intérieur, una adaptación de un cómic de Gotlib que a pesar de contar con protagonistas de la talla de Jean Rochefort y Coluche se saldó por un rotundo fracaso. Dedicó los tres años siguientes al cómic y a la publicidad, hasta su encuentro con los actores de la compañía del café-teatro Splendid, de los que adaptó al cine la obra Amour, coquillages et crustacés bajo el título Les bronzés (1978), película protagonizada por algunos de los actores de la compañía (Michel Blanc, Christian Clavier, Josiane Balasko, Thierry Lhermitte, Gérard Jugnot). La película fue un enorme éxito comercial (2182000 entradas) y propulsó a la fama a esos actores que hasta entonces se movían en la alternativa teatral. Pero ese éxito y su secuela al año siguiente, Les bronzés font du ski, acuñaron a Leconte como un realizador popular de comedias de éxito, un sello del que le costó liberarse.
Las comedias siguientes gozaron de éxito comercial, si bien la crítica permaneció relativamente fría hasta el estreno de Golpe de especialistas (1984), que fue un hito tanto comercial (5300000 entradas) como de crítica. Su película siguiente, Tandem (1986), confirmó a Leconte como un realizador maduro y reconocido por la crítica, con un registro más amplio.
Su primera llegada al público internacional fue en 1989, con la película Monsieur Hire, que se exhibió en el Festival de Cannes y que continúa con cierta ruptura con sus primeros trabajos. Le siguió El marido de la peluquera (Le mari de la coiffeuse, 1990) que le situó definitivamente entre los más prestigiosos directores internacionales. Aunque ya en esa época había dirigido más de media docena de películas, la crítica extranjera, que desconocía su trayectoria, lo trató como un recién llegado. Desde entonces, ha alternado películas como Ridicule o El hombre del tren, de gran éxito internacional y un amplio presupuesto, con películas más independientes como Cómicos en apuros o Voir la mer, cuya distribución se ha limitado solo a Francia. En 2012, volvió al mundo del cómic para dirigir una película de animación, Le magazin des suicides, cuyo guion escribió adaptando la novela homónima del escritor francés Jean Teulé.
Ha trabajado esporádicamente como actor y es guionista de varias de sus películas.

## Filmografía

### Como director
|  | Año  |  | Título                                   | Título original                                 | - |  | 2022 |  | Maigret \| |
|  | 2014 |  | No molestar                              | Une heure de tranquillité                       |   |  |      |  |            |
|  | 2014 |  | La promesa                               | Une promesse                                    |   |  |      |  |            |
|  | 2012 |  | Le Magasin des suicides                  | Le Magasin des suicides (película de animación) |   |  |      |  |            |
|  | 2011 |  | Voir la mer                              | Voir la mer                                     |   |  |      |  |            |
|  | 2008 |  | La guerre des miss                       | La guerre des miss                              |   |  |      |  |            |
|  | 2007 |  | Mi mejor amigo                           | Mon meilleur ami                                |   |  |      |  |            |
|  | 2006 |  | Les Bronzés 3                            | Les Bronzés 3: amis pour la vie                 |   |  |      |  |            |
|  | 2004 |  | Confesiones muy íntimas                  | Confidences trop intimes                        |   |  |      |  |            |
|  | 2004 |  | Dogora: Abramos los ojos                 | Dogora : Ouvrons les yeux                       |   |  |      |  |            |
|  | 2002 |  | El hombre del tren                       | L'homme du train                                |   |  |      |  |            |
|  | 2002 |  | Rue des plaisirs                         | Rue des plaisirs                                |   |  |      |  |            |
|  | 2001 |  | Félix y Lola                             | Félix et Lola                                   |   |  |      |  |            |
|  | 2000 |  | La viuda de Saint-Pierre                 | La Veuve de Saint-Pierre                        |   |  |      |  |            |
|  | 1999 |  | La chica del puente                      | La Fille sur le pont                            |   |  |      |  |            |
|  | 1998 |  | Uno de dos                               | Une chance sur deux                             |   |  |      |  |            |
|  | 1996 |  | Ridicule: Nadie está a salvo             | Ridicule                                        |   |  |      |  |            |
|  | 1996 |  | Cómicos en apuros                        | Les Grands ducs                                 |   |  |      |  |            |
|  | 1994 |  | El perfume de Yvonne                     | Le parfum d'Yvonne                              |   |  |      |  |            |
|  | 1993 |  | La maté porque era mía                   | Tango                                           |   |  |      |  |            |
|  | 1990 |  | El marido de la peluquera                | Le mari de la coiffeuse                         |   |  |      |  |            |
|  | 1989 |  | Monsieur Hire                            | Monsieur Hire                                   |   |  |      |  |            |
|  | 1987 |  | Tándem                                   | Tandem                                          |   |  |      |  |            |
|  | 1985 |  | Golpe de especialistas                   | Les Spécialistes                                |   |  |      |  |            |
|  | 1983 |  | Desventuras de un policía                | Circulez y'a rien à voir                        |   |  |      |  |            |
|  | 1982 |  | Ma femme s'appelle reviens               | Ma femme s'appelle reviens                      |   |  |      |  |            |
|  | 1981 |  | Viens chez moi, j'habite chez une copine | Viens chez moi, j'habite chez une copine        |   |  |      |  |            |
|  | 1979 |  | Les Bronzés font du ski                  | Les Bronzés font du ski                         |   |  |      |  |            |
|  | 1978 |  | Les Bronzés                              | Les Bronzés                                     |   |  |      |  |            |
|  | 1976 |  | Les Vécés étaient fermés de l'interieur  | Les Vécés étaient fermés de l'interieur         |   |  |      |  |            |

### Como guionista
| Año  | Título                    | Título original         |
| 2007 | Mi mejor amigo            | Mon meilleur ami        |
| 1996 | Cómicos en apuros         | Les Grands ducs         |
| 1994 | El perfume de Yvonne      | Le parfum d'Yvonne      |
| 1993 | La maté porque era mía    | Tango                   |
| 1990 | El marido de la peluquera | Le mari de la coiffeuse |
| 1989 | Monsieur Hire             | Monsieur Hire           |

### Como actor
| Año  | Título             | Título original      | Director        |
| 1995 | Lumière y compañía | Lumière et compagnie | Lasse Hallström |
| 1984 | Pinot simple flic  | Pinot simple flic    | Gérard Jugnot   |
| 1972 | L'an 01            | L'an 01              | Jacques Doillon |

## Premios y distinciones
Premios Óscar
| Año  | Categoría                 | Película | Resultado |
| ---- | ------------------------- | -------- | --------- |
| 1997 | Mejor película extranjera | Ridicule | Nominado  |

Festival Internacional de Cine de Venecia
| Año  | Categoría              | Película           | Resultado |
| ---- | ---------------------- | ------------------ | --------- |
| 2002 | Premio de la audiencia | El hombre del tren | Ganador   |

- 1996: Premio César al mejor realizador por Ridicule
- 1997: Premio BAFTA a la mejor película extranjera por Ridicule
- 2011: Swann de Oro al mejor realizador en el festival de cine de Cabourg por Voir la mer